# Guglielmo d'Assia-Philippsthal
Guglielmo d'Assia-Philippsthal (Philippsthal, 29 agosto 1726 – Philippsthal, 8 agosto 1810) fu langravio d'Assia-Philippsthal dal 1770 al 1810.

## Biografia
Fu figlio primogenito di Carlo I d'Assia-Philippsthal e di sua moglie, Caterina Cristina di Sassonia-Eisenach.
Nel 1770 succedette a suo padre come langravio d'Assia-Philippsthal.
Prestò servizio nell'esercito olandese come generale di cavalleria e governatore della città di 's-Hertogenbosch. Fu inoltre in questo stesso periodo a capo della commanderia dei Cavalieri Ospitalieri a Łagów.
Nel 1806, il langraviato di Philippsthal venne occupato dalle truppe francesi di Napoleone e venne annessa all'effimero Regno di Vestfalia. Guglielmo morì prima che il suo stato venisse liberato dal dominio francese.

## Matrimonio e figli
Si sposò il 22 giugno 1755 a Tournai con sua cugina Ulrica Eleonora (1732–1795), figlia del langravio Guglielmo d'Assia-Philippsthal-Barchfeld, con la quale ebbe i seguenti eredi:
- Carolina (1756-1756)
- Carlo (1757–1793), tenente colonnello del reggimento della guardia d'Assia-Kassel, sposò nel 1791 la principessa Vittoria di Anhalt-Bernburg-Schaumburg-Hoym (1772-1817), figlia del principe Francesco Adolfo di Anhalt-Bernburg-Schaumburg-Hoym
- Guglielmo (1758–1760)
- Federico (1760–1761)
- Giuliana (1761–1799), sposò nel 1780 il conte Filippo II di Schaumburg-Lippe (1723-1787)
- Federico (1764–1794), tenente colonnello imperiale nel reggimento della guardia dei corazzieri russi
- Luigi (1766–1816), langravio d'Assia-Philippsthal, sposò nel 1791 la contessa Maria
- Guglielmo (1765–1766)
- Ernesto Costantino (1771–1849), langravio d'Assia-Philippsthal, sposò in prime nozze nel 1796 la principessa Luisa di Schwarzburg-Rudolstadt (1775-1808); si risposò in seconde nozze nel 1812 con la principessa Carolina d'Assia-Philippsthal (1793-1872)

## Ascendenza
|                                            |                                             |                                               | Genitori                                                         |  |  | Nonni |  |  | Bisnonni                       |  |  | Trisnonni                      |  |
|                                            |                                             |                                               |                                                                  |  |  |       |  |  | 8. Guglielmo VI d'Assia-Kassel |  |  | 16. Guglielmo V d'Assia-Kassel |  |
|                                            |                                             |                                               |                                                                  |  |  |       |  |  | 8. Guglielmo VI d'Assia-Kassel |  |  | 16. Guglielmo V d'Assia-Kassel |  |
|                                            |                                             | 17. Amalia Elisabetta di Hanau-Münzenberg     |                                                                  |  |  |       |  |  | 8. Guglielmo VI d'Assia-Kassel |  |  |                                |  |
| 4. Filippo d'Assia-Philippsthal            |                                             |                                               |                                                                  |  |  |       |  |  | 8. Guglielmo VI d'Assia-Kassel |  |  |                                |  |
|                                            |                                             | 9. Edvige Sofia di Brandeburgo                | 18. Giorgio Guglielmo di Brandeburgo                             |  |  |       |  |  |                                |  |  |                                |  |
|                                            |                                             | 9. Edvige Sofia di Brandeburgo                | 18. Giorgio Guglielmo di Brandeburgo                             |  |  |       |  |  |                                |  |  |                                |  |
|                                            |                                             | 9. Edvige Sofia di Brandeburgo                | 19. Elisabetta Carlotta del Palatinato-Simmern                   |  |  |       |  |  |                                |  |  |                                |  |
| 2. Carlo I d'Assia-Philippsthal            |                                             | 9. Edvige Sofia di Brandeburgo                |                                                                  |  |  |       |  |  |                                |  |  |                                |  |
|                                            |                                             | 10. Carlo Ottone di Solms-Laubach             | 20. Alberto Ottone II di Solms-Laubach                           |  |  |       |  |  |                                |  |  |                                |  |
|                                            |                                             | 10. Carlo Ottone di Solms-Laubach             | 20. Alberto Ottone II di Solms-Laubach                           |  |  |       |  |  |                                |  |  |                                |  |
|                                            |                                             | 10. Carlo Ottone di Solms-Laubach             | 21. Caterina Giuliana di Hanau-Münzenberg                        |  |  |       |  |  |                                |  |  |                                |  |
| 5. Caterina Amalia di Solms-Laubach        |                                             | 10. Carlo Ottone di Solms-Laubach             |                                                                  |  |  |       |  |  |                                |  |  |                                |  |
|                                            |                                             | 11. Amoena Elisabetta di Bentheim-Tecklenburg | 22. Arnoldo Jobst di Bentheim-Tecklenburg                        |  |  |       |  |  |                                |  |  |                                |  |
|                                            |                                             | 11. Amoena Elisabetta di Bentheim-Tecklenburg | 22. Arnoldo Jobst di Bentheim-Tecklenburg                        |  |  |       |  |  |                                |  |  |                                |  |
|                                            |                                             | 11. Amoena Elisabetta di Bentheim-Tecklenburg | 23. Anna Amalia di Isenburg-Büdingen-Birstein                    |  |  |       |  |  |                                |  |  |                                |  |
| 1. Guglielmo d'Assia-Philippsthal          |                                             | 11. Amoena Elisabetta di Bentheim-Tecklenburg |                                                                  |  |  |       |  |  |                                |  |  |                                |  |
|                                            | 12. Giovanni Giorgio I di Sassonia-Eisenach | 24. Guglielmo di Sassonia-Weimar              |                                                                  |  |  |       |  |  |                                |  |  |                                |  |
|                                            | 12. Giovanni Giorgio I di Sassonia-Eisenach | 24. Guglielmo di Sassonia-Weimar              |                                                                  |  |  |       |  |  |                                |  |  |                                |  |
|                                            | 12. Giovanni Giorgio I di Sassonia-Eisenach | 25. Eleonora Dorotea di Anhalt-Dessau         |                                                                  |  |  |       |  |  |                                |  |  |                                |  |
| 6. Giovanni Guglielmo di Sassonia-Eisenach | 12. Giovanni Giorgio I di Sassonia-Eisenach |                                               |                                                                  |  |  |       |  |  |                                |  |  |                                |  |
|                                            |                                             | 13. Giovannetta di Sayn-Wittgenstein          | 26. Ernesto di Sayn-Wittgenstein                                 |  |  |       |  |  |                                |  |  |                                |  |
|                                            |                                             | 13. Giovannetta di Sayn-Wittgenstein          | 26. Ernesto di Sayn-Wittgenstein                                 |  |  |       |  |  |                                |  |  |                                |  |
|                                            |                                             | 13. Giovannetta di Sayn-Wittgenstein          | 27. Luisa Giuliana di Erbach                                     |  |  |       |  |  |                                |  |  |                                |  |
| 3. Carolina Cristina di Sassonia-Eisenach  |                                             | 13. Giovannetta di Sayn-Wittgenstein          |                                                                  |  |  |       |  |  |                                |  |  |                                |  |
|                                            |                                             | 14. Carlo Gustavo di Baden-Durlach            | 28. Federico VI di Baden-Durlach                                 |  |  |       |  |  |                                |  |  |                                |  |
|                                            |                                             | 14. Carlo Gustavo di Baden-Durlach            | 28. Federico VI di Baden-Durlach                                 |  |  |       |  |  |                                |  |  |                                |  |
|                                            |                                             | 14. Carlo Gustavo di Baden-Durlach            | 29. Cristina Maddalena del Palatinato-Zweibrücken-Kleeburg       |  |  |       |  |  |                                |  |  |                                |  |
| 7. Cristina Giuliana di Baden-Durlach      |                                             | 14. Carlo Gustavo di Baden-Durlach            |                                                                  |  |  |       |  |  |                                |  |  |                                |  |
|                                            |                                             | 15. Anna Sofia di Brunswick-Wolfenbüttel      | 30. Antonio Ulrico di Brunswick-Wolfenbüttel                     |  |  |       |  |  |                                |  |  |                                |  |
|                                            |                                             | 15. Anna Sofia di Brunswick-Wolfenbüttel      | 30. Antonio Ulrico di Brunswick-Wolfenbüttel                     |  |  |       |  |  |                                |  |  |                                |  |
|                                            |                                             | 15. Anna Sofia di Brunswick-Wolfenbüttel      | 31. Elisabetta Giuliana di Schleswig-Holstein-Sonderburg-Norburg |  |  |       |  |  |                                |  |  |                                |  |
|                                            |                                             | 15. Anna Sofia di Brunswick-Wolfenbüttel      |                                                                  |  |  |       |  |  |                                |  |  |                                |  |